# Korčula (traghetto)
Il Korčula è un traghetto appartenente alla compagnia di navigazione croata Jadrolinija. 

## Caratteristiche
Il traghetto è stato costruito nel 2007 dal cantiere navale Kelaidis Shipyards a Perama, in Grecia, su progetto dello studio Perdikaris con il nome di Ariti; si tratta di un'unità di nuova concezione, costruita appositamente per operare in porti con ridotta profondità.

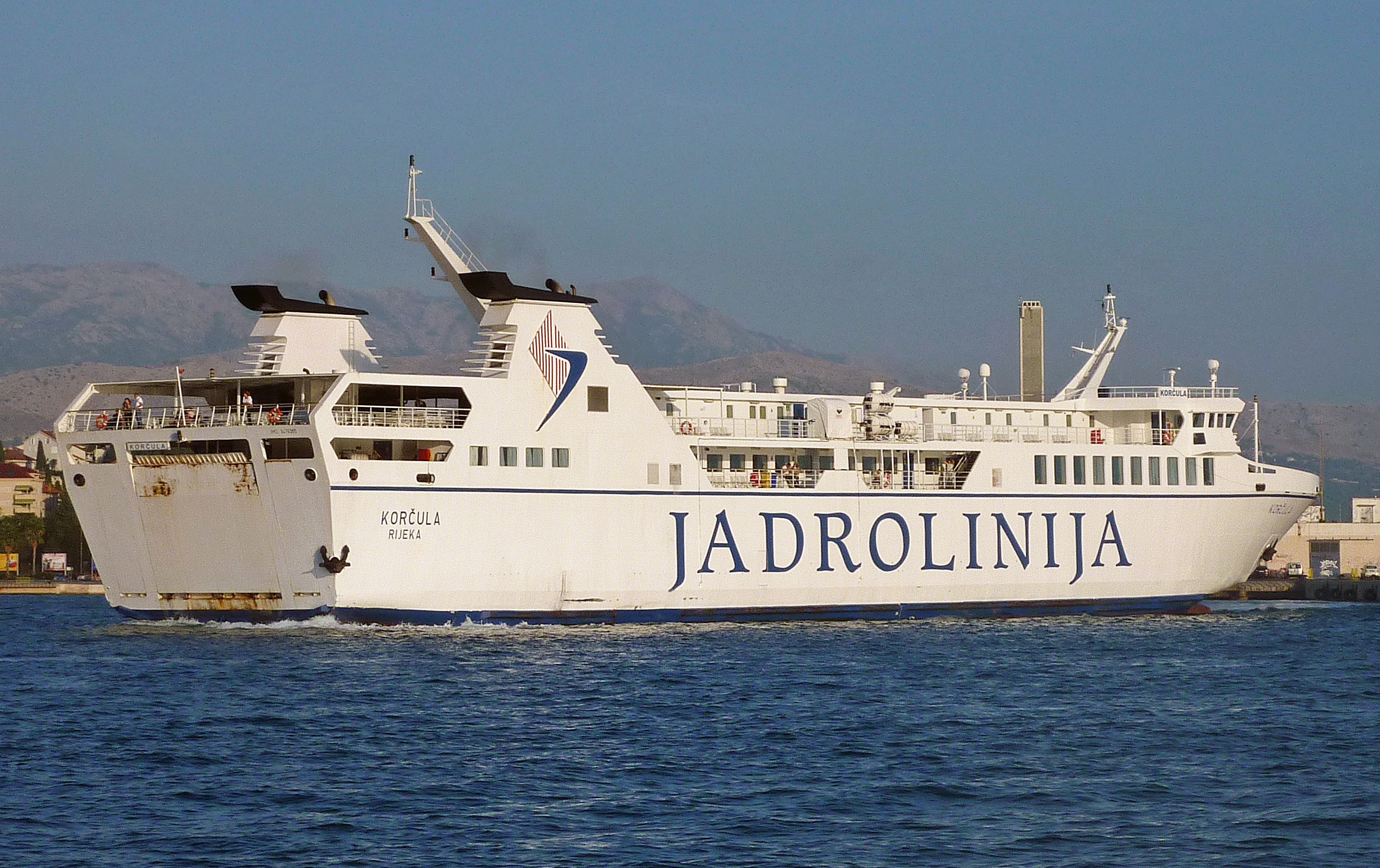
Il Korčula in partenza da Spalato nel 2023

La nave presenta due ponti auto dalla capienza complessiva pari a 150 automobili, accessibili da altrettante rampe posizionate ad entrambe le estremità che consentono dunque l'ormeggio di prua. La capienza passeggeri è pari a 685, accolti su due ponti dotati sia di spazi aperti che di saloni interni; non sono previste sistemazioni in cabina.
La propulsione è affidata ad una coppia di motori Wärtsilä 95W280 eroganti una potenza complessiva di 5.400 kW.

## Servizio
Varato con il nome di Ariti per la compagnia greca Horizontas Shipping, il traghetto è stato impiegato brevemente sulla rotta Corfù-Igoumenitsa prima di essere acquistato, nel 2008, dalla compagnia croata Jadrolinija per l'esercizio della rotta Spalato-Vallegrande-San Pietro di Lagosta, sulla quale viene regolarmente impiegato nei mesi estivi.